# La Cornuaille
La Cornuaille is een plaats en voormalige gemeente in het Franse departement Maine-et-Loire in de regio Pays de la Loire en telt 791 inwoners (1999). 

## Geschiedenis
Op 15 december 2016 fuseerde La Cornuaille met Le Louroux-Béconnais en Villemoisan tot de huidige gemeente Val d'Erdre-Auxence. Deze gemeente maakt deel uit van het kanton Chalonnes-sur-Loire en het arrondissement Angers.

## Geografie
De oppervlakte van La Cornuaille bedraagt 44,9 km², de bevolkingsdichtheid is 17,6 inwoners per km².
De onderstaande kaart toont de ligging van La Cornuaille met de belangrijkste infrastructuur en aangrenzende gemeenten.

## Demografie
Onderstaande figuur toont het verloop van het inwonertal.
La Cornuaille · Le Louroux-Béconnais · Villemoisan